# Amnesia (Stephan-Remmler-Album)
Amnesia ist das fünfte Studioalbum des deutschen Sängers, Komponisten und Produzenten Stephan Remmler aus dem Jahr 1996. Remmler zog sich nach der Veröffentlichung für etwa zehn Jahre aus dem Musikgeschäft zurück.

## Entstehung
Alle Veröffentlichungen von Remmler, inklusive die seiner ehemaligen Band Trio wurden über Mercury Records veröffentlicht. Für das Album Amnesia wechselte Remmler zu MCA. Er produzierte erstmals seit zehn Jahren eines seiner Soloalben nicht mehr allein, sondern gemeinsam mit Markus Löhr, dem ehemaligen Keyboarder der Band um Hubert Kah. Einen Teil der Lieder hatte Remmler ebenfalls gemeinsam mit Löhr komponiert. Für das Lied Der Mörder um Mitternacht steuerte Luci van Org den Text bei. Wie bereits beim Vorgängeralbum Vamos wurde die Musik von Udo Lindenbergs Panikorchester eingespielt. Ergänzt wurde die Instrumentierung bei einigen Liedern um Bläser.
Bislang erschienen alle Solowerke von Stephan Remmler unter dem Namen „Stephan Remmler“. Bei Amnesia wurde auf die Nennung des Vornamens verzichtet, d. h. Album und auch alle ausgekoppelten Singles erschienen nur unter dem Namen „Remmler“.
Aus dem Album sollte ursprünglich am 28. Oktober 1996 als zweite Single das Lied Heut geht die Sonne nicht auf ausgekoppelt werden. Aus unbekannten Gründen wurde die Single zwar gefertigt, gelangte dann jedoch nicht in den Handel. Bei der stattdessen im April 1997 ausgekoppelten Single Only Love Is the Answer handelt es sich um eine leicht überarbeitete Fassung des Liedes Was denn sonst …, in welcher der Refrain nunmehr auf Englisch von der Sängerin Brooke Russell gesungen wird.

## Musikalische Beschreibung
Musikalisch ist das Album durchgängig der Rockmusik zuzuordnen. Inhaltlich befasst sich das Gros der Lieder mit zwischenmenschlichen Alltagsgeschichten, wobei die Texte teils derb verfasst sind ([…] Such’ dir’n andern, der im Sitzen pisst […] / […] wenn du meine kleinen Titten hältst […]). Mit Vier Uhr morgens veröffentlichte Remmler hier ein weiteres Trinklied. Eine Sonderstellung nimmt das auf Single ausgekoppelte Lied Schweinekopf ein, das Kinderprostitution in der Dritten Welt aus Sicht des Kindes beschreibt.

## Rezeption
Das Album Amnesia erhielt insgesamt eher schlechte Kritiken. Insbesondere die erste Singleauskopplung Schweinekopf stieß auf Unverständnis. Das dazugehörige Video wurde auf MTV überhaupt nicht, und beim deutschen Musiksender VIVA lediglich ein Mal ausschnittsweise in den Nachrichten gezeigt. Im Radio wurde das Lied von zwölf Sendern je nur ein Mal gespielt. Im August 1996 waren gerade erst die Vorgänge um den belgischen Mörder und Sexualstraftäter Marc Dutroux bekannt als die Single Schweinekopf im September 1996 erschien. Das Lied wurde daher mit den Vorfällen in Belgien in Verbindung gebracht, obwohl Remmler wiederholt angab, das Lied bereits ein Jahr zuvor geschrieben zu haben:

„Ich hab schon ’95 dieses Stück über die Kinderprostitution in der Dritten Welt gemacht, und wir sind hier jetzt von den Ereignissen eingeholt wurden, dass es eben nicht mehr nur dort ist, sondern auch hier bei uns in der Nachbarschaft. Das hat leider eine große Aktualität bekommen.“

## Titelliste
1. Heut geht die Sonne nicht auf 3:40
2. Nie wieder Anita 3:56
3. Ich will in dein Haus 4:44
4. Im Meer der Liebe 4:52
5. Der Mörder um Mitternacht 5:22
6. Schweinekopf 2:59
7. Vier Uhr morgens 3:57
8. Alles vorbei 3:52
9. Keine Liebe mehr am Morgen 3:33
10. Der Himmel auf Erden 3:29
11. Cabrio weg 4:21
12. Was denn sonst… 5:54